# 篠原リョウ
篠原 リョウ（しのはら りょう、1989年2月27日 - ）は、日本のAV女優。
身長：175cm、スリーサイズ：B83（Cカップ）・W59・H87。血液型：A型。
趣味、特技:ショッピング、カラオケ、映画鑑賞、料理。

## 略歴
東京都出身。2008年5月に『高身長175cm8.5頭身篠原リョウデビュー!!』でAVデビュー。

## 出演作品

### 篠原リョウ名義
2008年
- 高身長175cm8.5頭身篠原リョウデビュー!!（5月13日、MOODYZ）
- インターハイ出場経験あり!有名ハンドボール選手のアスリートSEX（6月13日、MOODYZ）
- 高身長共演 W痴女の男根輪姦（7月13日、MOODYZ）共演:一戸のぞみ
- 淫らな美尻（8月13日、MOODYZ）
- 長身お姉ちゃんの小○生童貞喰い（9月13日、MOODYZ）
- 長身アスリートに犯されたい（10月13日、MOODYZ）
- タランチュラ 4（11月21日、プレステージ）
- きもち良すぎて痙攣するの。（12月19日、乱丸）

2009年
- 誘惑女教師（5月8日、ビッグモーカル）共演:七瀬かすみ、小宮ゆい、中森玲子
- アスリート競泳水着（5月8日、TMA）
- 女教師in… [脅迫スイートルーム] Teacher Saya（22）（7月15日、ドリームチケット）
- 一瞬完全同時発射 キレイな女を一瞬でドロドロにしたい（9月19日、SODクリエイト）共演:平井綾、葉山梨々花、東野愛鈴
- 人妻、忘れられない躰 篠原リョウ（10月8日、タカラ映像）

2010年
- OLのアフター7シリーズ 12 ナイスボディがシビれるまで気持ちよがる長身OL 【医療系薬品メーカー入社4年目】（2010年3月12日、アップス）
- Honey Pot 23 KANA（2010年5月20日、リバイバル）

### 三浦加奈名義
2009年
- 短小包茎悪臭ちん●嬲り（10月4日、フリーダム）他出演:愛音ゆり、黒澤エレナ、小森涼
- チクビ快感伝道師（10月5日、ワープエンタテインメント）
- 美少女の足裏 16（2009年10月5日、フリーダム）他出演:成瀬心美、小森涼、愛音ゆり、星崎奈々、堀口奈津美、村尾ふみえ
- 美人女教師金蹴り指導（10月5日、フリーダム）他出演:愛音ゆり、黒澤エレナ、小森涼
- いってもやめないオナニー中毒女の連続アクメ映像（11月14日、ラハイナ東海）共演:安達みずほ、竹下なな、加藤なお、桃井さなえ
- あ〜やらしい!3 美脚長身スペルマ大好きお姉さん（12月18日、映天）
- 高身長女子のM男いじり 女教師編（12月30日、へりぽビデオ）

2010年
- 貴方を見つめて語りかける官能小説オナニー 妄想朗読バーチャオナ 2（1月22日、映天）
- イカセッぱっ！ 犠牲者（3月3日、グレイズ）
- 綺麗でいやらしい叔母さんの美脚にシゴかれ発射した僕（3月6日、ルビー）
- 即尺精飲公衆便女3（3月19日、映天）共演:星優乃、藤宮櫻花、平山みな、中森玲子
- 黒ストッキング女教師（4月9日、TMA）共演:紗奈、水城奈緒
- 労働者とセレブ2（7月1日、MOODYZ）

### 相原れな名義
2010年
- GAL’S SPRING! 温泉ギャル×スケベ親爺（2010年7月1日、グローリークエスト）共演:高橋メイ
- 義母相姦 息子の精子を絞り取る淫乱美母（2010年7月15日、VENUS）
- 相原れなの鬼コキ!!（2010年8月15日、VENUS）

### 総集編
2008年
- 美尻をガンガン突きまくり!野獣FUCK4時間（2008年10月13日、MOODYZ）
- 精子大好き!SEXとゴックン4時間（2008年11月13日、MOODYZ）

2009年
- 童貞狩り痴女4時間（2009年12月1日ムーディーズ）
- BURST 黒ストッキング女子社員BEST COLLECTION 8時間2枚組（2009年12月18日、グレイズ）

2010年
- 極選4時間 私は痴女4（2010年6月11日、クリスタル映像）
- 眼ヂカラ主観フェラチオ4時間（2010年7月1日、MOODYZ）
- 本物美人アスリートの本気SEX4時間（2010年7月13日、MOODYZ）